# Měrovice nad Hanou
Měrovice nad Hanou, bis 1992 Měrovice (deutsch Mierowitz, 1939–1945 Mirowitz an der Hanna) ist eine Gemeinde in Tschechien. Sie liegt vier Kilometer westlich von Kojetín und gehört zum Okres Přerov.

## Geographie
Měrovice nad Hanou befindet sich linksseitig der Haná an deren Zufluss Tvorovický potok im Hornomoravský úval (Obermährische Senke). Am nördlichen Ortsrand verläuft die Eisenbahnstrecke zwischen Vyškov und Přerov. Nördlich des Dorfes wird der Tvorovický potok in zwei Stauweihern gestaut.
Nachbarorte sind Tvorovice, Obědkovice und Polkovice im Norden, Uhřičice im Nordosten, Kojetín im Osten, Popůvky und Křenovice im Südosten, Stříbrnice im Süden, Dlouhá Ves und Vrchoslavice im Südwesten, Němčice nad Hanou im Westen sowie Hruška im Nordwesten.

## Geschichte
Měrovice entstand wahrscheinlich zum Ende des 13. Jahrhunderts zwischen Auwäldern, Sümpfen und Teichen. Die erste schriftliche Erwähnung des zur bischöflichen Herrschaft Kojetín gehörigen Dorfes Mierovicz erfolgte 1406. Georg von Sternberg erwarb 1415 Kojetín mit allem Zubehör als Pfand. Im Jahre 1466 wurde der Ort in der Landtafel als Mirowicze bezeichnet. Als im Jahre 1490 der Pfandherr der Herrschaft Kojetín, Heralt von Kunstadt, den Ort überschuldete, bestätigte König Vladislav II. Jagiello die alten Privilegien und Freiheiten von Měrovice. Zu Beginn des 16. Jahrhunderts wurde Wilhelm II. von Pernstein Besitzer der Pfandherrschaft Kojetín. Weitere Namensformen waren Mirovice und Měrovice (1567), Merowitz (1633), Mierowitz (1751), Mierowitium (1771) und Mirowitz (1847). Seit 1597 ist in Měrovice eine Kirche nachweislich. Am 20. Dezember 1720 fiel das Pfand an das Bistum Prag zurück und 1726 verkaufte Erzbischof Franz Ferdinand von Kuenburg die Herrschaft Kojetín an Marie Elisabeth von Schleswig-Holstein-Gottorf. Infolge ihrer mit Kurfürst Friedrich Wilhelm I. geführten Auseinandersetzungen wurde das Dorf von preußischen Truppen geplündert. Im Jahre 1791 lebten in den 62 Häusern des Dorfes 582 Personen. Bis zur Mitte des 19. Jahrhunderts blieb das Dorf immer nach Kojetín untertänig.
Nach der Aufhebung der Patrimonialherrschaften bildete Měrovice/Mierowitz ab 1850 eine Gemeinde in der Bezirkshauptmannschaft Kremsier. Im Jahre 1855 wurde die Gemeinde dem Bezirk Kojetín und 1868 wieder dem Bezirk Kremsier zugeordnet. Im Jahre 1869 bestand Měrovice aus 92 Häusern und hatte 559 Einwohner. Seit 1877 gehörte das Dorf zum Okres Přerov. Im Jahre 1900 lebten in dem Dorf 633 Menschen. Ab 1924 führte die Gemeinden an amtlichen Namenszusatz nad Hanou. Während der Luftschlacht über der Hanna wurde das Dorf 1944 von deutschen Fliegern bombardiert, dabei starben drei Einwohner. In den letzten Tagen des Zweiten Weltkrieges wurde Měrovice nach heftigen Gefechten mit der Wehrmacht von der Roten Armee eingenommen. Měrovice hatte 1950 709 Einwohner. Im Jahre 1949 wurde die Gemeinde dem Okres Kojetín zugeordnet, nach dessen Aufhebung kam sie 1960 zum Okres Přerov zurück. Měrovice nad Hanou wurde 1976 als Stadtteil Kojetín VI-Měrovice nach Kojetín eingemeindet. Seit 1990 bildet Měrovice wieder eine eigene Gemeinde, die seit Beginn des Jahres 1992 den Namen Měrovice nad Hanou trägt. Seit 2001 führt sie ein Wappen und Banner. Zu dieser Zeit lebten in den 216 Häusern des Ortes 694 Personen. Ethnographisch gehört die Gemeinde zur Hanna.

## Gemeindegliederung
Für die Gemeinde Měrovice nad Hanou sind keine Ortsteile ausgewiesen.

## Sehenswürdigkeiten
- Barocke Pfarrkirche des hl. Bartholomäus, der einschiffige Bau mit einem 25 m hohen Kirchturm an der Westseite entstand vor 1597. In der zweiten Hälfte des 17. Jahrhunderts erfolgte ein Umbau. Ihre heutige Gestalt erhielt die Kirche im Jahre 1801.
- Bildstock an der Straße nach Kojetín, errichtet 1939
- Statue der hl. Anna an der Kirche, geschaffen 1905
- Steinernes Kreuz an der Kirche, aus dem Jahre 1746
- Rotes Kreuz, das 4,5 m hohe und aus einem Stück gefertigte Holzkreuz steht seit 1925 südwestlich des Dorfes in den Feldern über der Bahnstrecke nach Brünn. Es wurde 1995 durch eine Kopie ersetzt.
- Steinkreuz mit Relief der Jungfrau Maria, vor dem Gemeindeamt, es wurde 1907 vom Kremsierer Unternehmen A. Beck geschaffen
- Steinkreuz an der Wegegabelung vor dem Haus Nr. 176, geschaffen 1880
- Steinkreuz an der Bahnstation, errichtet 1870 durch das Unternehmen A. Beck
- Steinkreuz am rechten Ufer der Haná, geschaffen 1881
- Steinkreuz auf dem Friedhof, errichtet 1957
- Steinkreuz am Teich, geschaffen 1848
- Denkmale für die Gefallenen des Ersten und Zweiten Weltkrieges